# ダンシングアイ
『ダンシングアイ』（DANCING EYES）は1996年にナムコ（後のバンダイナムコゲームス）が発売したアーケードゲーム。

## 概要
「猿（プレイヤーキャラクター）が3Dポリゴンで構築された女体の上を動き回って服を切り取り、下着姿にしたらクリア」というゲーム。広告のキャッチフレーズは「女体に…サル。」「これが全く新しいアクションパズルゲームだ! ちょっと怪しめ。」。
タイトーの『クイックス』『ヴォルフィード』などの2Dゲームで既に確立されていた、「フィールド上でプレイヤーキャラクターを操作して、敵キャラクターを避けつつフィールドを切り取る」という陣地取りゲームのシステムを、ほぼそのまま受け継いでいる。この点で本ゲームはそれほど画期的ではない。ただしクイックス等では平面だったフィールドが、本ゲームでは三次元オブジェクトの表面となっている。
クイックスシリーズではプレイヤーが自由にラインを引いてフィールドを切り取ることができるが、本ゲームではプレイヤーおよび敵はフィールドに設定されたライン以外の場所を通ることができない。このため本ゲームではプレイヤーが敵に挟み撃ちにされることもある。またクイックスシリーズでは引いたライン上に敵が現れるとミスになるのに対し、本ゲームではミスとはならない。
カルト的な人気を誇る本作ではあるが、下着姿の描写がゲームハードメーカーのチェックに触れる可能性もあり、家庭用ゲーム機に移植されることはなかった。なお、本作の稼働時はまだCEROのような独自の審査団体は設立されていなかった。
2011年、ナムコ過去作のリメイク企画「ナムコジェネレーションズ」の一環で、PlayStation 3専用ダウンロードソフト（PlayStation Move対応）としてリメイクが発表されたが、2012年4月26日に開発中止が発表された。

## ステージ構成
プレイヤーは1面クリアするごとに、次に進むステージを各々三通りの中から選択できる。そのバリエーションは軍服や巫女衣装に身を包んだコスプレ美少女をはじめ、レースクイーン（女装）、サッカー少年、牛、車、マッチョマン、宇宙人、実験動物（犬）…など、多彩を極める。サウンド面でも、当時のナムコのサウンドスタッフのほぼ全員が作曲に参加したり、レトロゲームをミックス＆メドレー化したBGMが盛り込まれるなどの演出がはかられている。
（）内に記載があるものがパネルの対象、記載の無いものは服がパネルとなる。
- ステージ1： 女子高生、軍服娘、スチュワーデス
- ステージ2： ヘビメタ娘、猫娘（樽）、キノコ娘（木の葉）
- ステージ3： 人魚（魚）、バニーガール（木箱）、牛（ミルクタンク）
- ステージ4： レースクイーン（ただし女装、パラソル）、エレベーターガール、マッチョマン（蛇）
- ステージ5： コールドスリープ娘（カプセル）、スクール水着娘（カーテン）、双子の娘（切株）
- ステージ6： チアガール、巫女、海賊娘（樽）
- ステージ7： SF娘（マント）、お姫様（檻）、実験台の犬（犬小屋）
- ステージ8： テニス部の娘、剣道部の娘、アラビアン娘（ランプ）
- ステージ9： 看護婦、着物の婦人、サッカー少年
- ステージ10： アマゾネス、ファミレスバイト娘、トラック（BGMは演歌で中身はマグロ、荷台）
- ステージ11： 婦警、蝸牛コスプレ（甲羅）、蜂コスプレ（蛹）
- ステージ12： 天使、海女、スポーツカー[4]（カバー）
- ステージ13： サンタクロース娘（雪だるま）、宇宙海賊、宇宙人（頭）
- ステージ14： スペースファイター（※ステージ選択なし）
- 最終ステージ： 大顔（※ステージ選択なし、パイナップル）

各ステージの背景は、そのステージに登場する女性（フィールドとなる女体）の服装に合わせた場所に設定されている。例えば女子高生のステージはベッドや勉強机の置かれた子供部屋で、スチュワーデスのステージは大型旅客機の客室（座席配置2-2-2）である。また軍服娘のステージは博物館の中庭のような場所で、周囲に3台の戦車（IV号戦車G型、ブルムベア突撃戦車、およびヴィルベルヴィント対空戦車）が展示されているのが見える。
各ステージクリア後、クリアタイムが優秀な場合は「ごほうび画面」と呼ばれる映像が流れる。そのステージに出てきた女性が下着姿で踊る映像で、隠し機能としてレバーやボタンでカメラアングルを変えることができる。
なお本作には、ステージに脱衣対象の女性が登場しないようにする「KIDSモード」が用意されている。このモードでは7面までクリアすると、8面からは再び1面の組み合わせに戻る（敵の種類は変わっている）。
- ステージ1： 猫娘、海賊娘、キノコ娘
- ステージ2： レースクイーン、マッチョマン、アラビア娘
- ステージ3： 人魚、バニーガール、牛
- ステージ4： お姫様、サッカー少年、蜂コスプレ
- ステージ5： コールドスリープ娘、スクール水着娘、双子の娘
- ステージ6： 蝸牛コスプレ、天使、サンタクロース娘
- ステージ7： SF娘、トラック、宇宙人
- ステージ8以降は、ステージ1へ戻る。
- ステージ14・最終ステージは通常モードと同じ。

ちなみに、女性キャラ・非女性キャラ問わず全てのキャラクターが１つの相関図で結びつけられており、主人公の猿（宇津木）は最終ステージの大顔が会長をしている「大顔グループ」の社員という設定がある。

## 敵キャラクター
基本的に全ての敵は、プレイヤーキャラを追尾してくる。
- ネズミ（白）：X軸を優先して接近する。動きは遅い。
- ウサギ（ピンク）：Y軸を優先して接近する。動きは遅い。
- リス（黄）：伸ばしたラインに触れると、高速でライン上を追跡してくる。このキャラクターを倒すのを1回以内にとどめてクリアし続けると、3ステージごとにステージクリア時のタイムボーナスが倍に増える。
- 貝：曲がり角では止まるが、移動が早い。アイテムを食べてしまうが、倒せば取り返せる。
- 魚：動きが早く、プレイヤーと軸が合うと弾を撃ってくる。
- 蛇：プレイヤーと軸が合うと、勢いよく突進してくる。
- 白猿：プレイヤーが打った杭（ラインの始まり）を外してしまうが、画面外なら大丈夫（ただし既に杭を抜くモーションに入った場合は除く）。
- 亀：動きは遅いが、倒すと分裂する。アイテムを出しやすい。
- 蜘蛛：移動時は触れてもミスにはならないが、子蜘蛛を放って攻撃してくる。子蜘蛛を発射しているときに触れるとミスになる。
- ヒトデ：スタート時にはいないが、一定時間経つと3体現れる。追尾だけではなくて先回りもしてくる。一定時間経つといなくなり、しばらくするとまた登場…を繰り返す。

## アイテム
光るパネルを破壊するか、点滅する敵を倒すとアイテムが登場する。
- S： プレイヤーの移動速度が上がる（ミスをするかステージクリアまで効果が続く）
- E： 制限時間を延長
- T： 敵キャラの動きとタイムを6秒間止める
- A： プレイヤーキャラが巨大化し、一定時間無敵状態になる
- P： 伸ばしたラインに敵キャラが触れると電気ショックで一定時間足止めさせる
- X： パネル破壊の横（X）座標への拡張（ミスをするかステージクリアまで効果が続く）
- Y： パネル破壊の縦（Y）座標への拡張（ミスをするかステージクリアまで効果が続く）
- D： ステージ上の多数のパネルをアトランダムで破壊、敵もすべて倒す事ができる
- W： 囲ったパネルに隣接するパネルを破壊（ミスをするかステージクリアまで効果が続く）
- R： 破壊済みパネルと残りのパネルを反転（出現のしかたによって、ほぼ一瞬でクリアする事も可能）
- 1UP（明るく光っているサルの人形）： プレイヤーキャラ「宇津木 次郎」が1匹増える

## 隠し要素
ステージセレクト中に特定の操作を行うと、「パネルが半透明になる」「登場キャラクターが関西弁で話す」という隠し要素が存在する。

## エピソード
本ゲームを発表後、ゲーム雑誌には「ナムコご乱心」と書かれた。PS3版開発発表の時にも「ナムコご乱心」と報じられた。
ステージが41あり、各ステージに2曲のBGMをつけたため、全部で82曲ものBGMを必要とした。サウンドチームの14人以上が分担で作曲したという。当時ナムコのサウンドチームに所属していた佐野信義（佐野電磁、sanodg）もヘルプで参加している。なお佐野は本ゲーム自体は高く評価しているが、その制作体制（制作側からの楽曲内容に関する要望が特になかったことや、人海戦術的な作業の進め方など）にはサウンドクリエイターとして疑問を感じたとも述べている。
キャラクターボイスは声優の富沢美智恵、荒木香恵、新山志保、渡辺久美子、佐久間レイ、および本ゲームの開発メンバーのうち6名が担当している。

## サントラ・グッズ
- 1998年3月18日、ワンダースピリッツより「ダンシングアイ アーケードサウンドトラック013」が発売された（現在廃盤）。
- yujinの「SRナムコリアルフィギュアコレクション　ダンシングアイ編」にて、POPのヒロインキャラがサルとのペアで商品化されており、水着の色が2パターンある（片方がシークレット）。